# СКУД „Извор” Станишићи
Српско културно-уметничко друштво „Извор”  из Станишића основано 7. јула 2009. године.
Друштво је основано ради очувања, прикупљања и представљања традиције српског народа са простора где данас живи и где је некада живео. Друштво окупља 60 чланова, распоређених у дечје саставе од првог до осмог разреда, мушке и женске певачке групе, извођачки ансамбл и изворну групу.
Председник и уметнички руководилац Друштва од оснивања до данас је Драган Парађина. Почасни председник Друштва је Милорад Чавлин. Од оснивања Друштво је посвећено представљању, прикупљању и очувању традиционалне културе народа колонизованог и насељеног у Станишић.